# Улица Кугю (Рига)
Улица Ку́гю (латыш. Kuģu iela — «Корабельная») — улица в Курземском районе города Риги, в историческом районе Агенскалнс, на Кливерсале. Пролегает по левому берегу Даугавы, отделённая от основного русла реки дамбой AB и ответвлением Агенскалнского залива. От улицы Кугю открывается широкая панорама реки и живописные виды Старого города. Пешеходная зона вдоль набережной улицы Кугю имеет удобный выход к дамбе AB.
Улица Кугю начинается от бульвара Узварас у Каменного моста, пролегает в северо-западном направлении и заканчивается тупиком на мысу Агенскалнского залива. Начало улицы имеет две проезжие части, разделённые жилым кварталом. Дальняя часть улицы представляет собой пешеходную зону; проезжая часть заканчивается поворотом на улицу Триядибас. По официальным данным, длина улицы (до поворота на ул. Триядибас) составляет 270 метров.
На всём протяжении улица асфальтирована. Движение двустороннее. Общественный транспорт в настоящее время не курсирует, однако раньше по улицам Кугю и Гороховецас (ныне Триядибас) проходил автобусный маршрут № 45. Нынешняя остановка «Nacionālā bibliotēka» на бульваре Узварас до 1 ноября 2013 года называлась «Kuģu iela».

## История
Улица Кугю проложена по старой дамбе, построенной во второй половине XVIII века в рамках проекта Густава-Эммануэля фон Вейсмана. Впервые упоминается в 1867 году под названием [1-я] Амбарная улица (нем. Ambarenstrasse, латыш. Spīķeru iela). Поскольку в Московском предместье имелась другая одноимённая улица, в 1885 году нынешняя улица Кугю получила современное название (нем. Schiffstrasse, рус. Корабельная улица), которое в последующем уже не изменялось.
В самом конце улицы ещё с XIX века находилась навигационная (мореходная) школа, в 1920 году получившая имя Кришьяня Валдемара. Рядом с этой школой, вдоль берега Агенскалнского залива, с 1869 года располагалась судоверфь, позднее судостроительный завод (с 1970 — Рижский опытный судомеханический завод), действовавший до 1990-х годов.

## Примечательные объекты
- Дом № 11 (угол бульвара Узварас) — бывший доходный дом Я. Цирулиса с магазинами, памятник архитектуры государственного значения (1911, архитекторы Эйжен Лаубе и Август Малвесс[латыш.])[10].
- Дом № 13 — бывший доходный дом Адама Тидрикиса (1901, архитектор Вильгельм Хоффман).
- Дом № 15 — бывшее отделение городского полицейского управления (1889, архитектор Р. Г. Шмелинг).
- Дом № 24 — гостиница «Даугава» (ныне «Radisson Blu Hotel Daugava»; 1966—1972, архитекторы А. Реннфельд, А. Грина)[11]. В 1981 разработан проект расширения (архитектор В. Мильгром), в 1995 достроено южное крыло, в 2008 реконструирована.
- Дом № 26 — бывшее здание Центрального проектно-конструкторского и технологического бюро главного управления «Запрыба» (1971—1973). В начале XXI века перестроено в современный жилой дом.

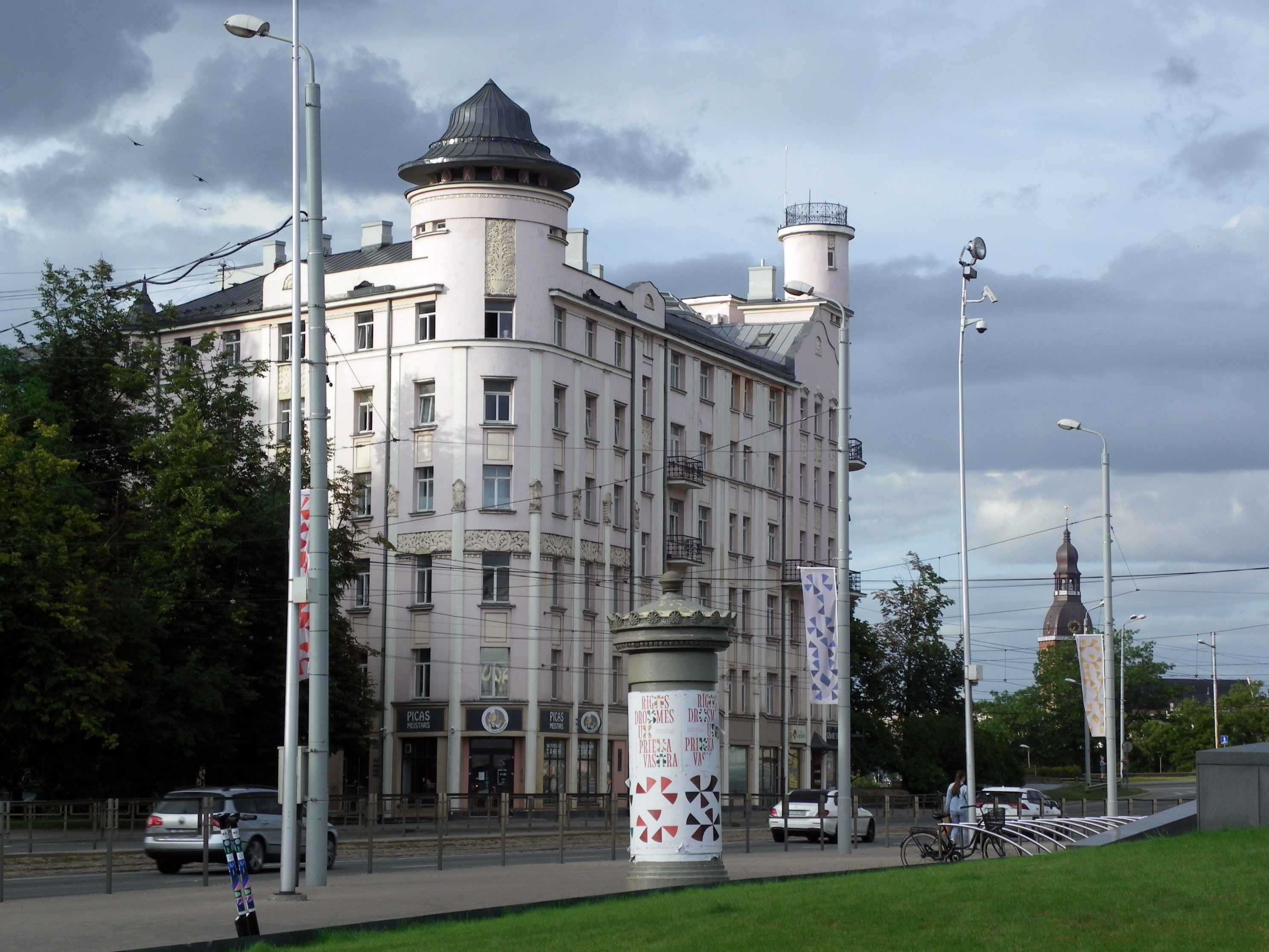
Вид на дом № 11 от бул. Узварас
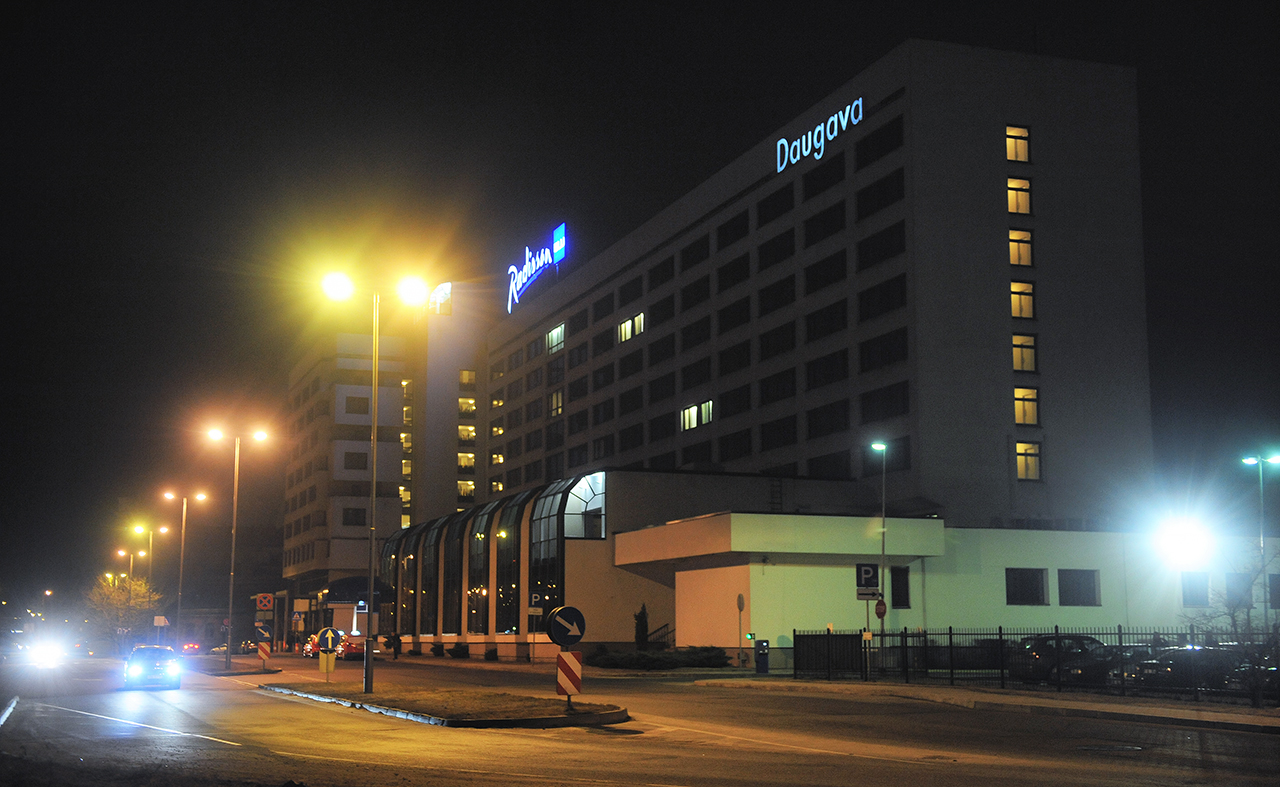
Гостиница «Даугава» вечером
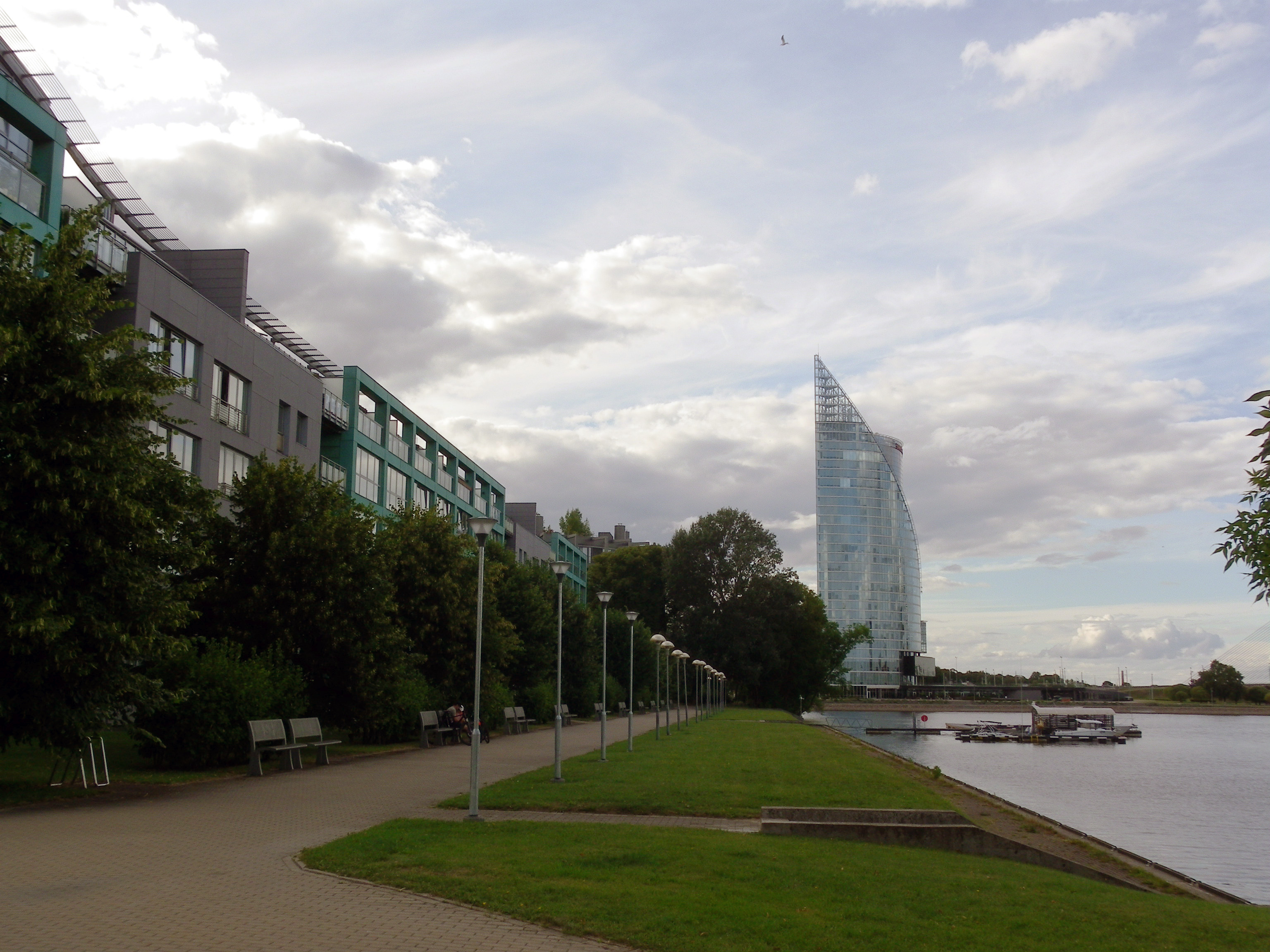
Пешеходная зона вдоль дома № 26
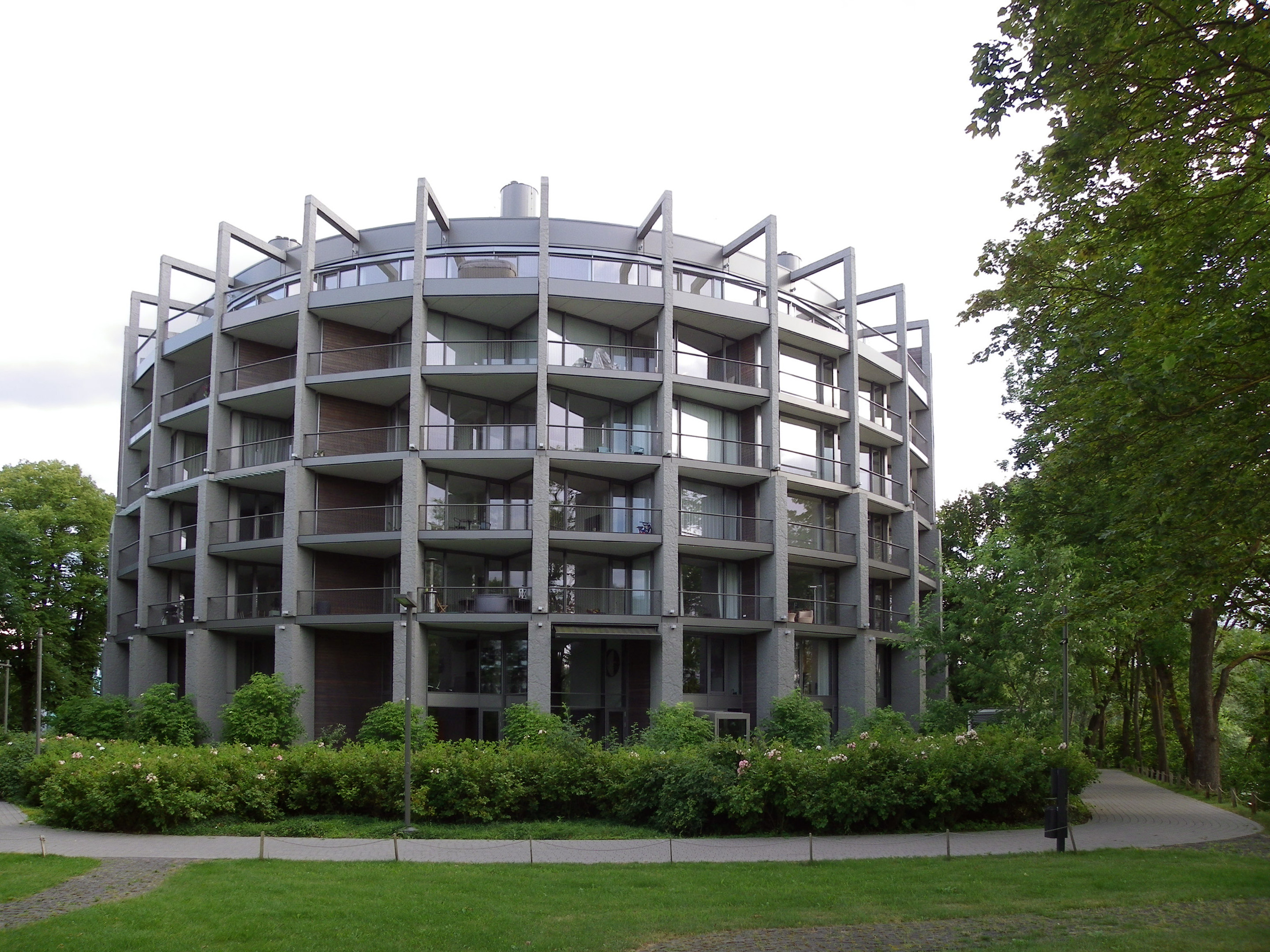
Дом № 28